# Dvarapala

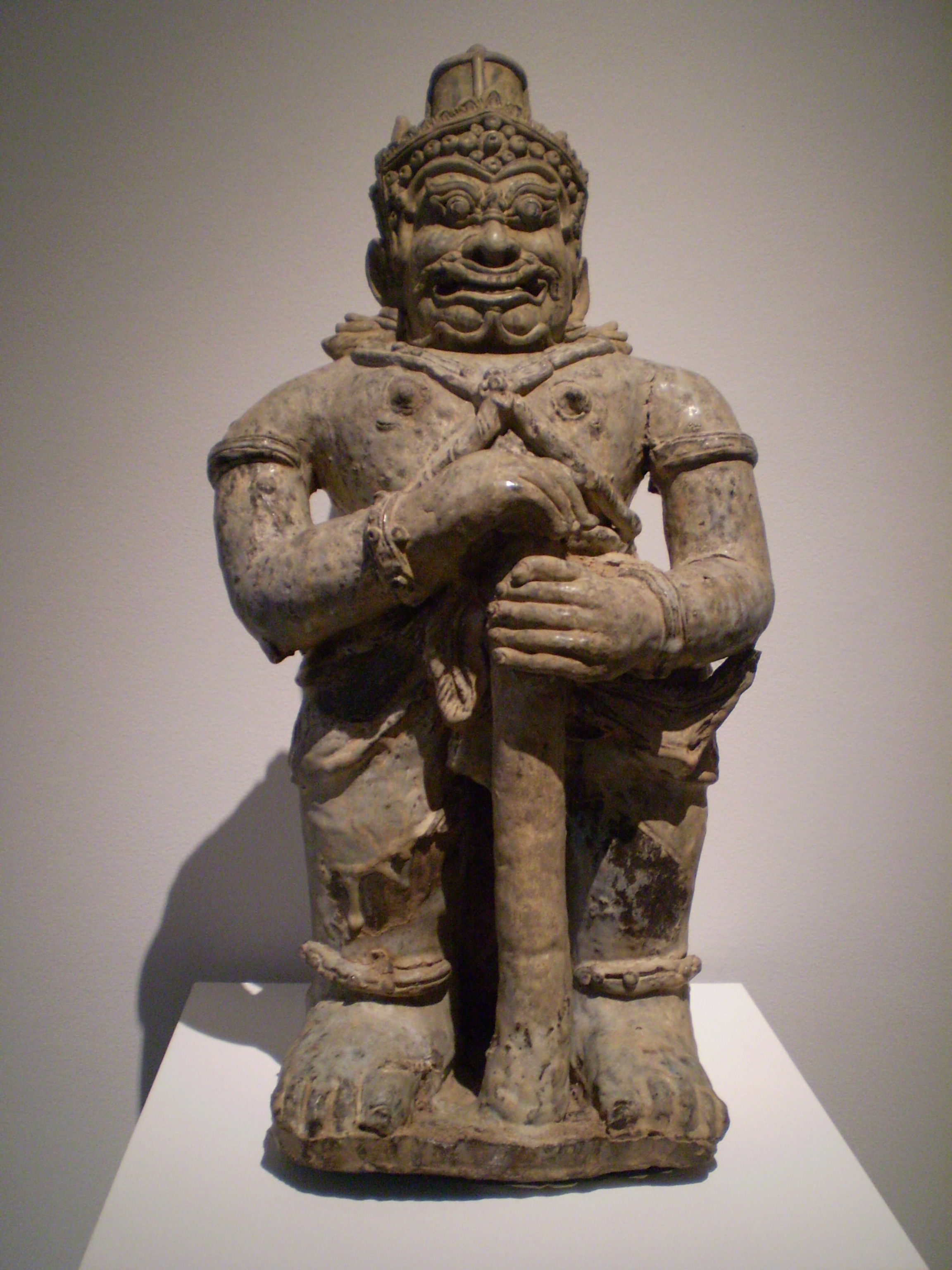
Dvarapala thaï du XVe siècle.

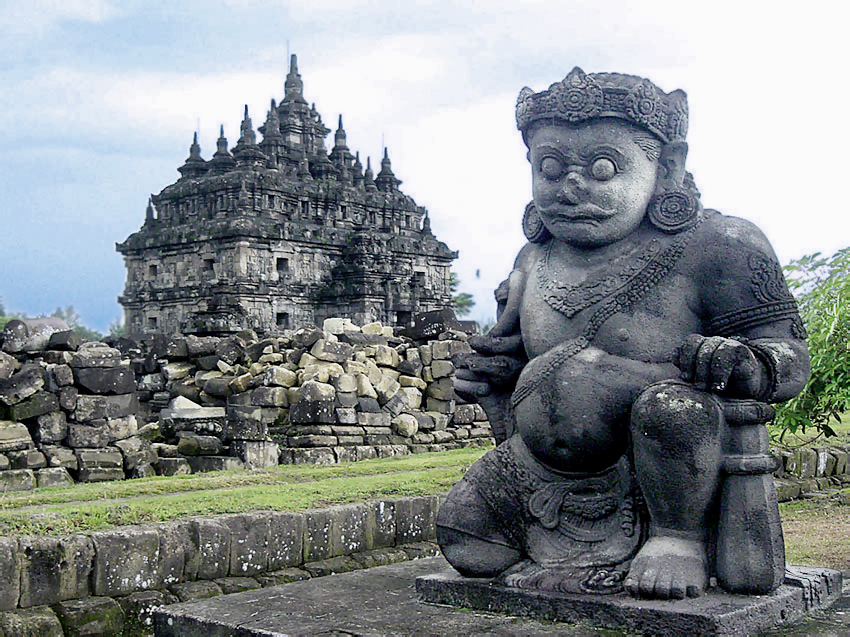
Dvarapala du temple de Plaosan près de Yogyakarta en Indonésie (IXe siècle).

Un dvarapala (ou en sanskrit dvârapâla) est une divinité gardienne de portes des temples et monastères bouddhiques et hindouistes. Elle peut être représentée sous une forme humaine ou démoniaque, parfois armée d'une massue, d'une lance ou d'un trident et d'aspect farouche.
Ces représentations prophylactiques sont communément placées par paires de part et d'autre du jambage des portes, mais de plus petites structures ne sont pourvues que d'un seul dvarapala, d'autres plus importantes en comptant jusqu'à douze, toujours positionnés par paires.

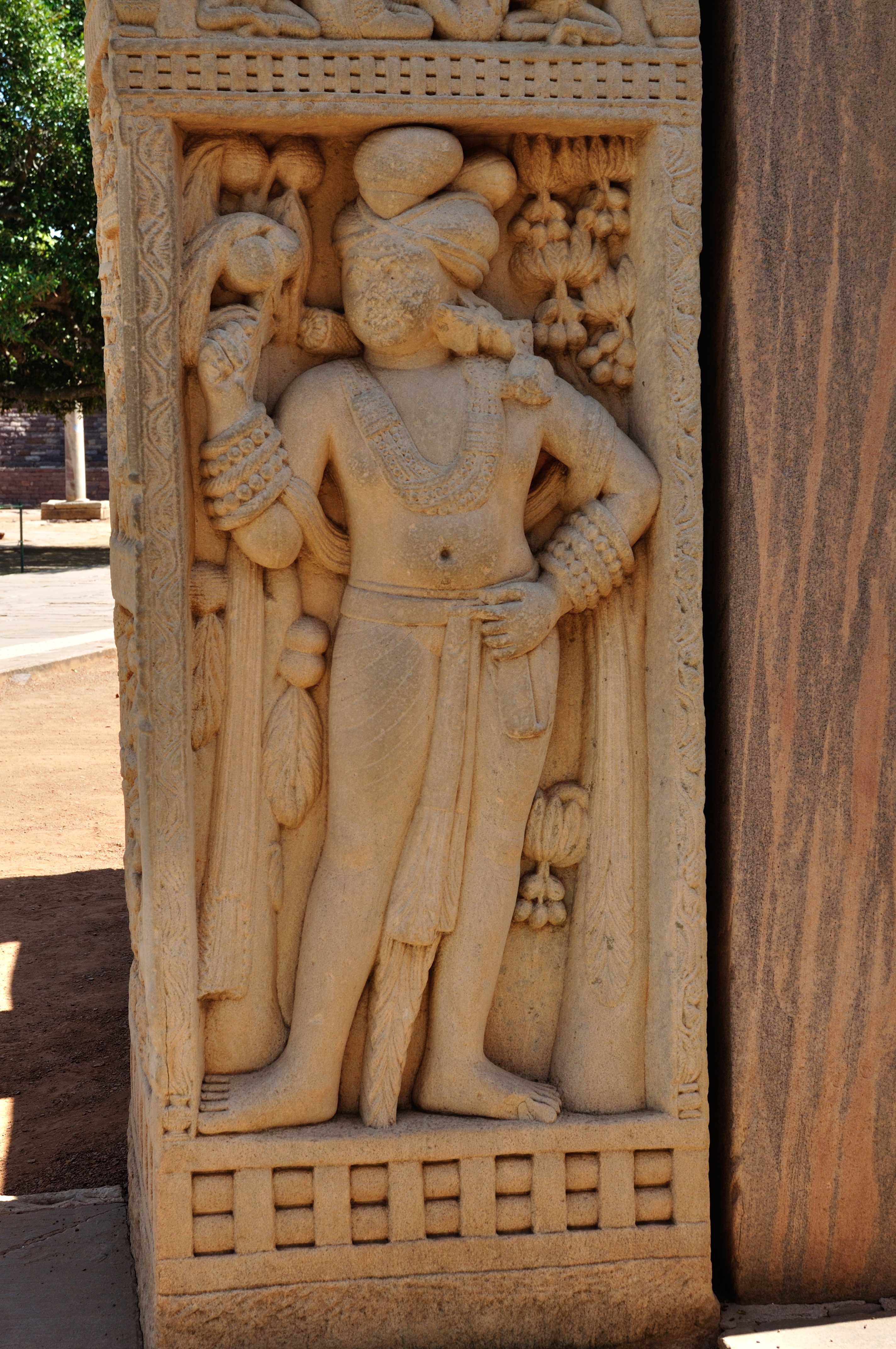
Dvarapala du pilier est du torana nord du stupa 2 de Sanchi.

Des dvarapalas sont présents sur les toranas (portails, Ier siècle av. J.-C..) de Sanchi  et aux portes des temples hindouistes les plus anciens qui nous soient parvenus, datant de l’époque Gupta (IVe – Ve siècle de notre ère).

## Noms
Dans la plupart des langues d'Asie du Sud-Est (notamment le thaï, le birman, le vietnamien, le khmer et le javanais), ces figures sont nommés dvarapala. Dvara (en sanskrit dvāra) signifie porte, et pala (sanskrit pāla) signifie protecteur.
Le nom correspondant en malais et en indonésien est dwarapala. Les équivalents de ces figures dans les langues d'Asie du nord sont Kongōrikishi ou Niō en japonais, Heng Ha Er Jiang en chinois et Narayeongeumgang en coréen.

## Origines et formes

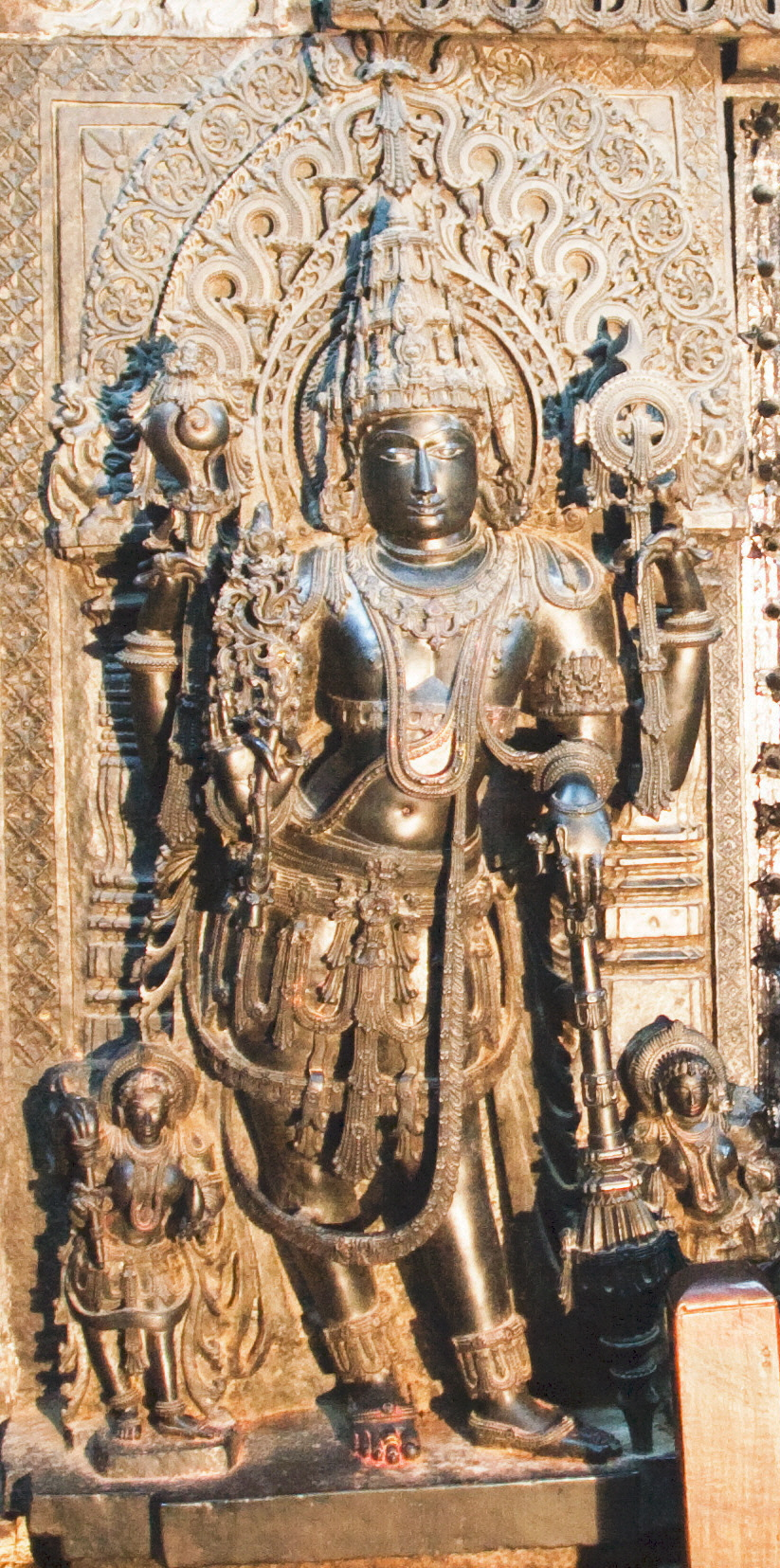
Jaya, gardien de l'entrée du sanctuaire de Vichnou au à Belur.

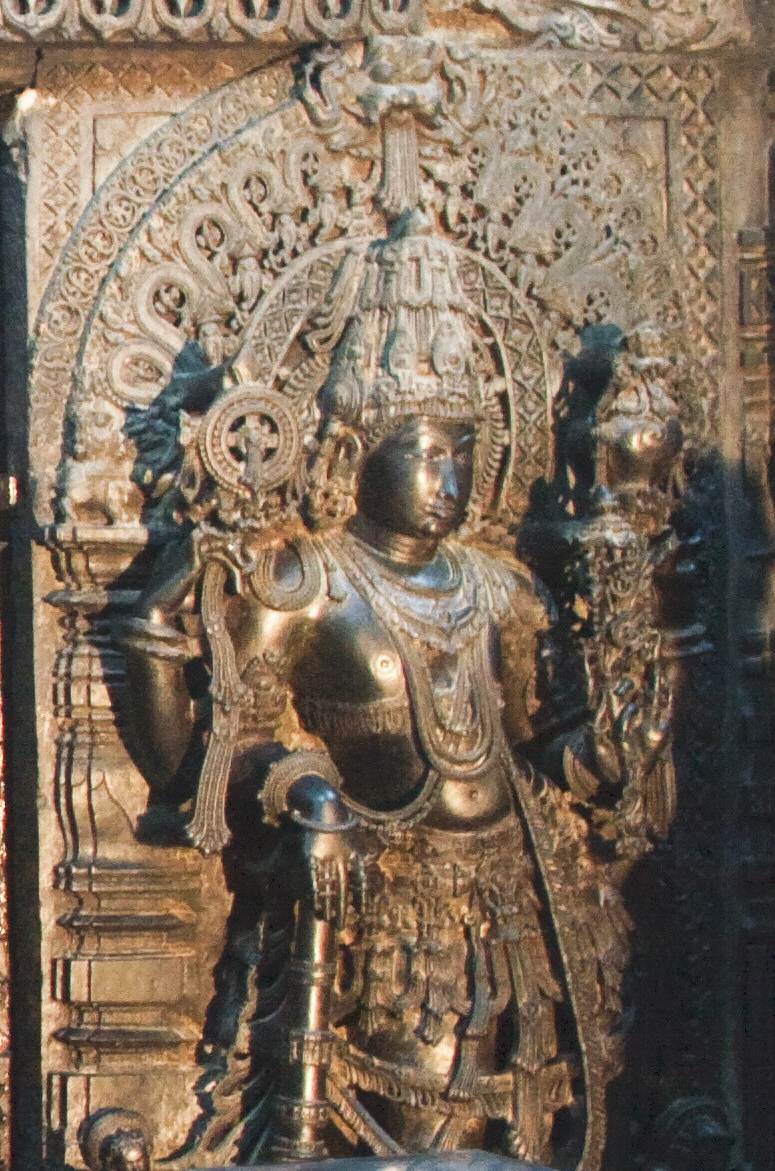
Vijaya au. Jaya et Vijaya sont les gardiens de la demeure de Vichnou.

Les Dvarapalas en tant que sujets architecturaux trouvent leurs origines parmi les divinités tutélaires telles que les Yaksha et les figures guerrières comme Acala, dans la religion populaire asiatique. De nos jours, certains dvarapalas sont même représentés sous forme de policiers ou de soldats montant la garde.
Ces statues étaient traditionnellement installées à l'extérieur des temples hindouistes ou bouddhistes, ainsi que d'autres structures comme les palais royaux, afin de protéger les endroits sacrés à l'intérieur. Les dvarapalas sont habituellement représentés comme des gardiens menaçants ressemblant à des démons, mais à la porte des temples bouddhistes du Sri Lanka, ils présentent souvent des traits humains. Dans d'autres circonstances, un nāga d'aspect féroce peut jouer le même rôle.
Les sculptures de Java et Bali, habituellement creusées dans l'andésite, représentent les dvarapalas comme de féroces danavas ou daityas (en) (deux types d'asuras) avec un physique assez massif à moitié agenouillé et tenant une massue. La plus grande statue de dvarapala de Java, un dvarapala de la période du royaume de Singasari (XIIIe siècle), mesure 3,7 mètres de haut. Les dvarapalas traditionnels du Cambodge et de Thaïlande sont plus fins ; ils sont représentés debout, tenant leur massue vers le bas au centre.
Les anciennes sculptures de dvarapalas en Thaïlande sont réalisées dans une argile grésante cuite à haute température avec une glaçure de couleur céladon pâle, presque laiteuse. Les sculptures en céramique de ce type étaient produites  à l'époque du Royaume de Sukhothaï et du Royaume  d'Ayutthaya (entre le XIVe siècle et XVIe siècle), dans des fours situés dans le Nord de la Thaïlande.
Selon la dimension et la richesse du temple, les gardiens pouvaient être placés seuls, par paires, ou en groupes. Les structures les plus modestes pouvaient avoir un seul dvarapala. Souvent, ils étaient placés par paire de part et d'autre de l'entrée du sanctuaire. Certains sites plus importants pouvaient en avoir quatre (lokapālas, gardiens des quatre points cardinaux), huit ou douze. Dans certains cas seule le visage ou la tête féroce du gardien est représentée, un cas très commun dans les kratons de Java.

## Galerie

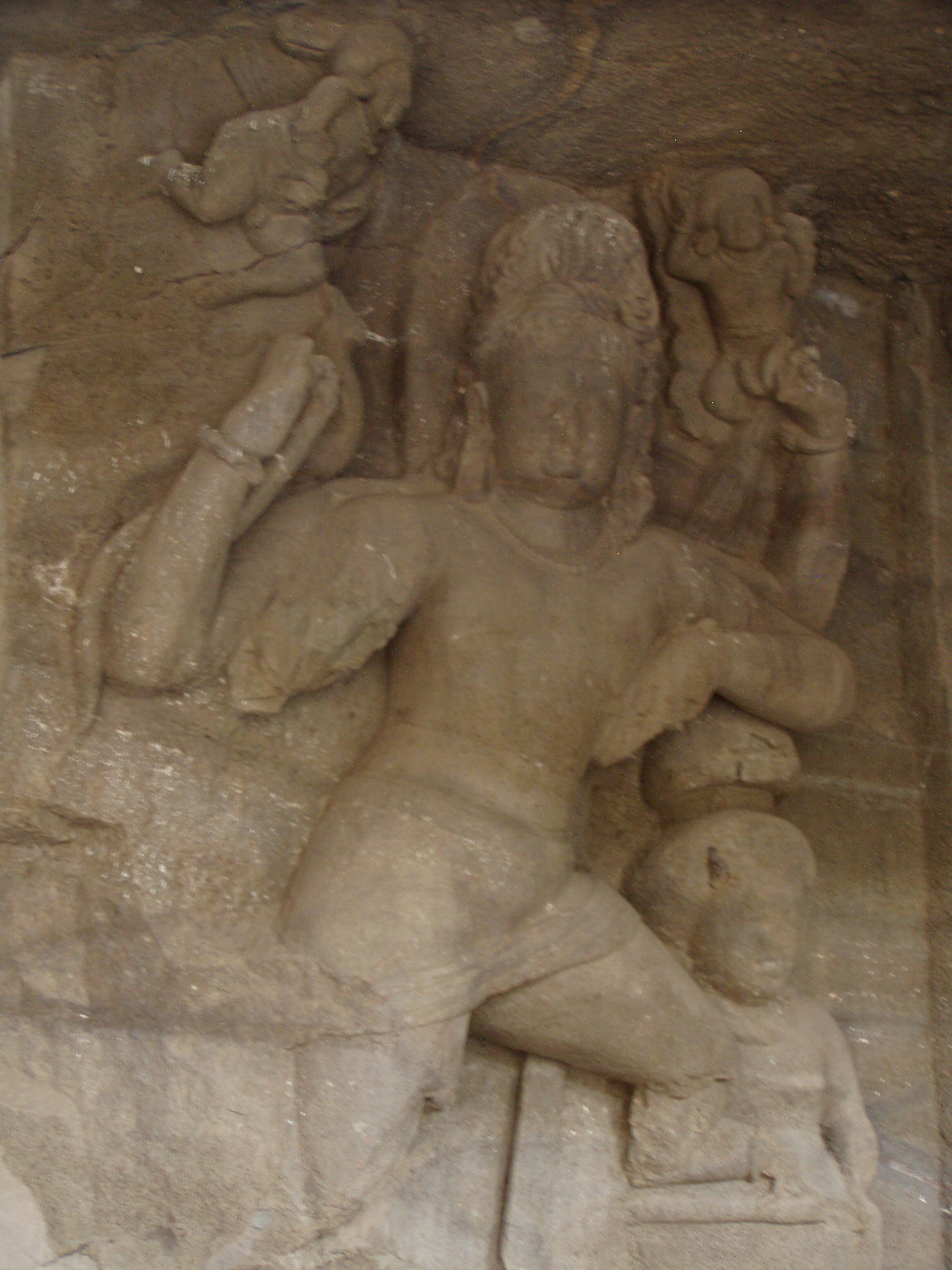
Dvarapala à Elephanta en Inde.
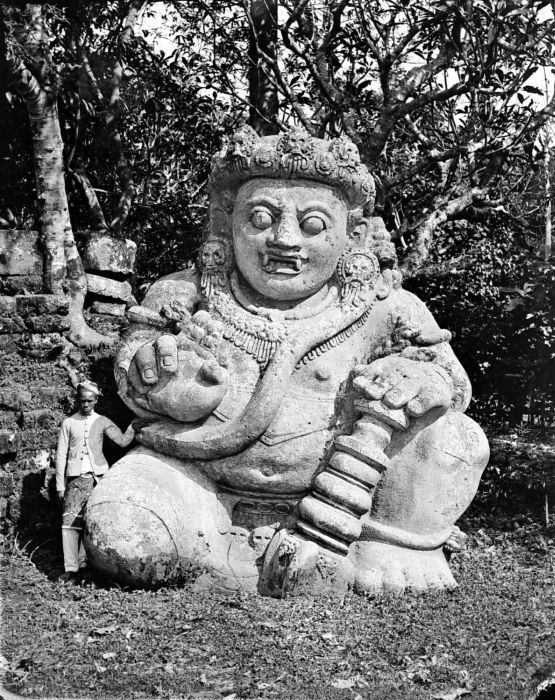
Le plus grand dvarapala de Java, de la période Singhasari.
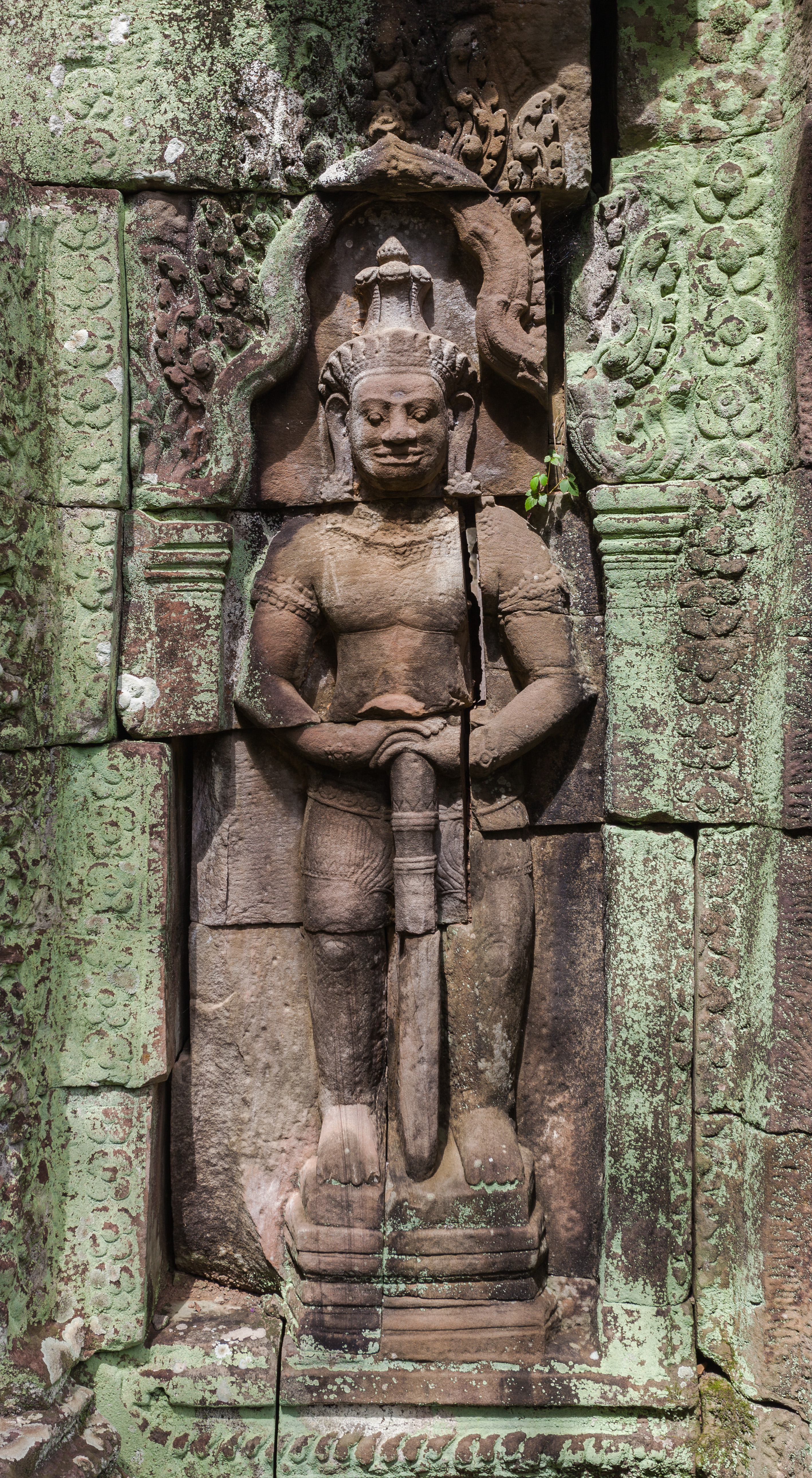
Dvarapala à Banteay Kdei à Angkor, Cambodge.
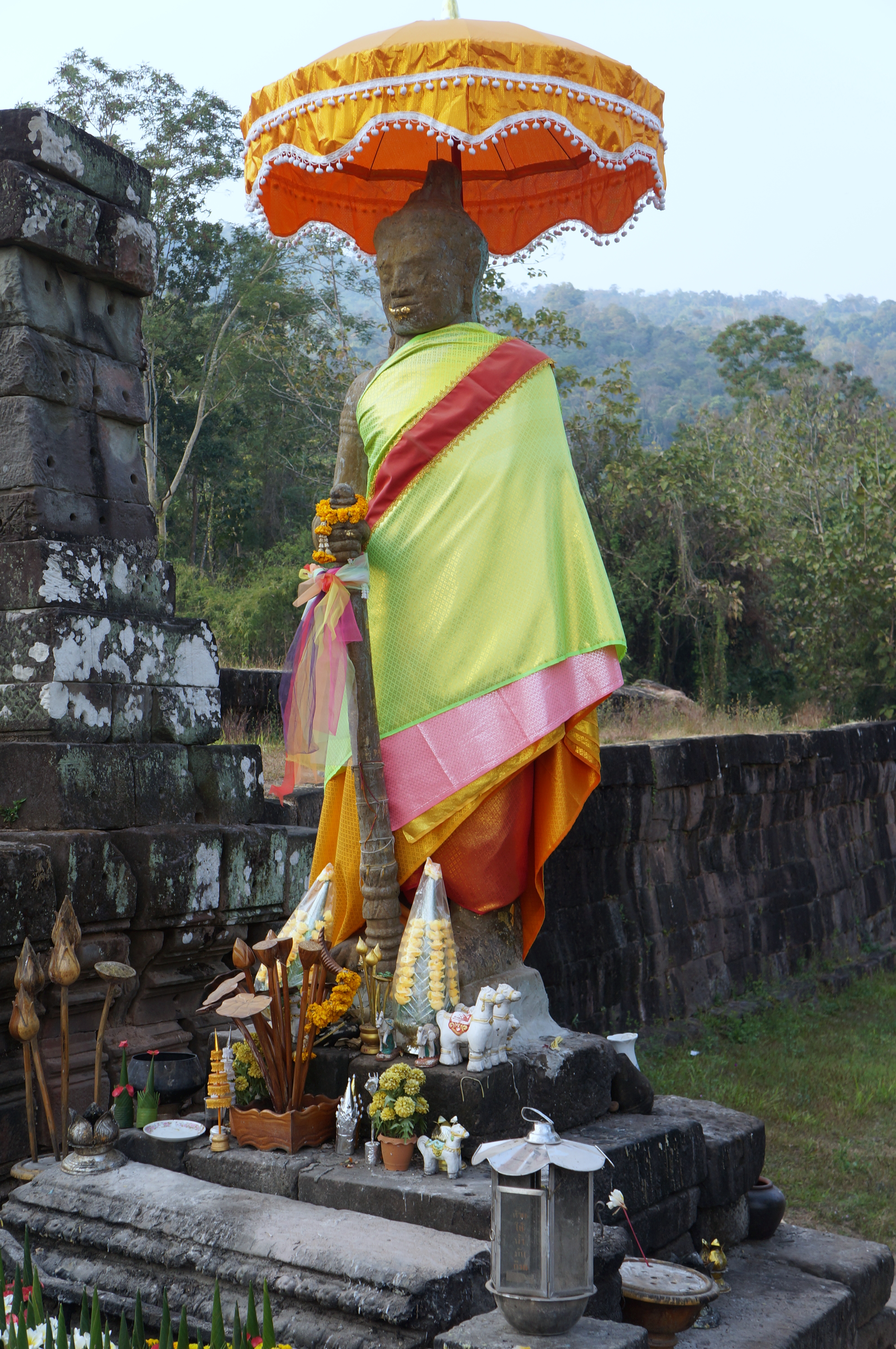
Dvarapala à Vat Phou à Champasak, Laos
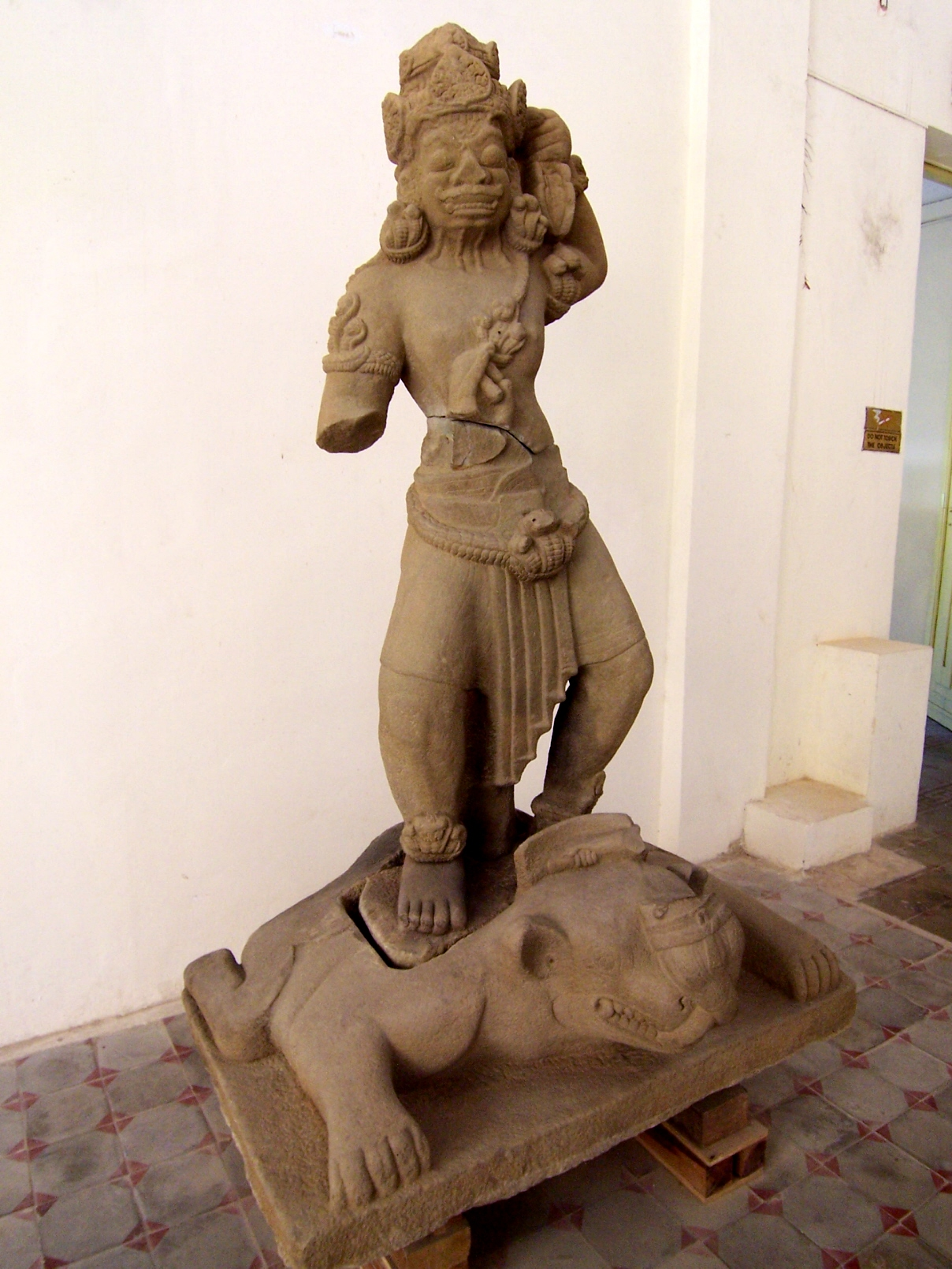
Dvarapala d'Indrapura dans le style de Dong Duong, Champa, Vietnam (fin IXe ou début Xe siècle).
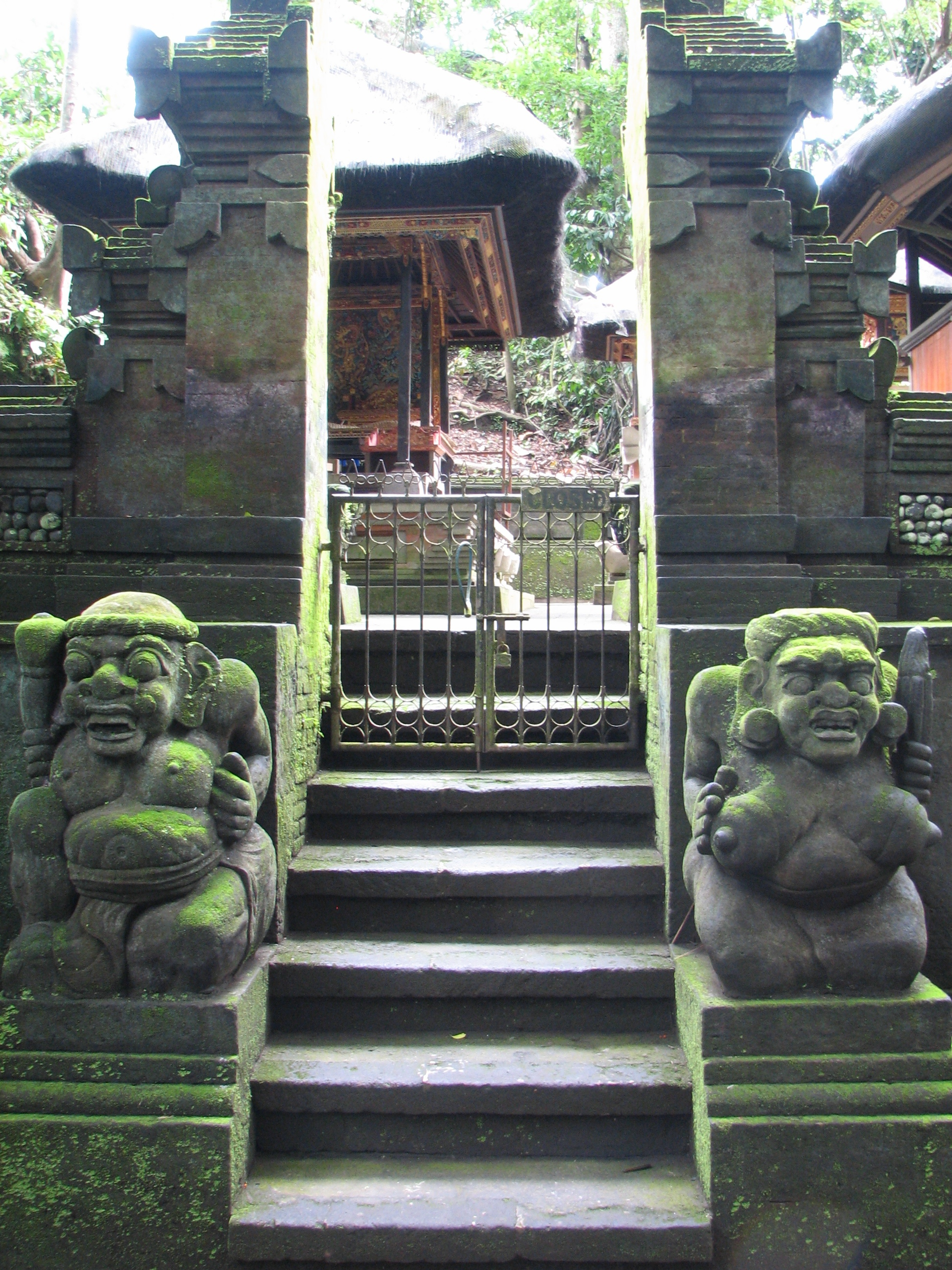
Un couple de dvarapalas homme et femmes gardant une porte d'un temple Hindou à Bali.
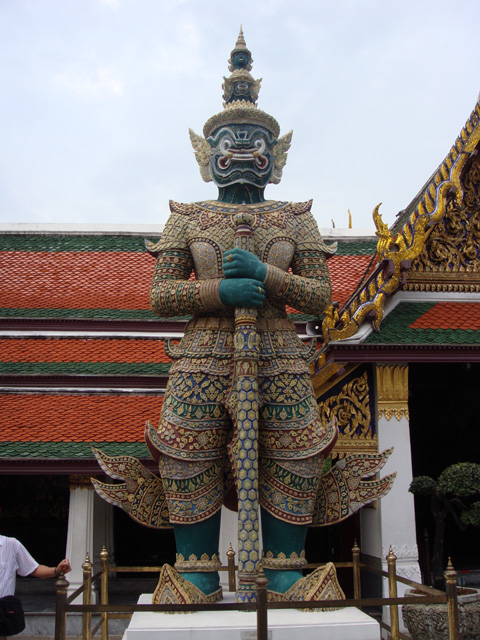
Dvarapala Yaksha (thaï : ยักษ์) du Palais royal (Bangkok), Thaïlande.
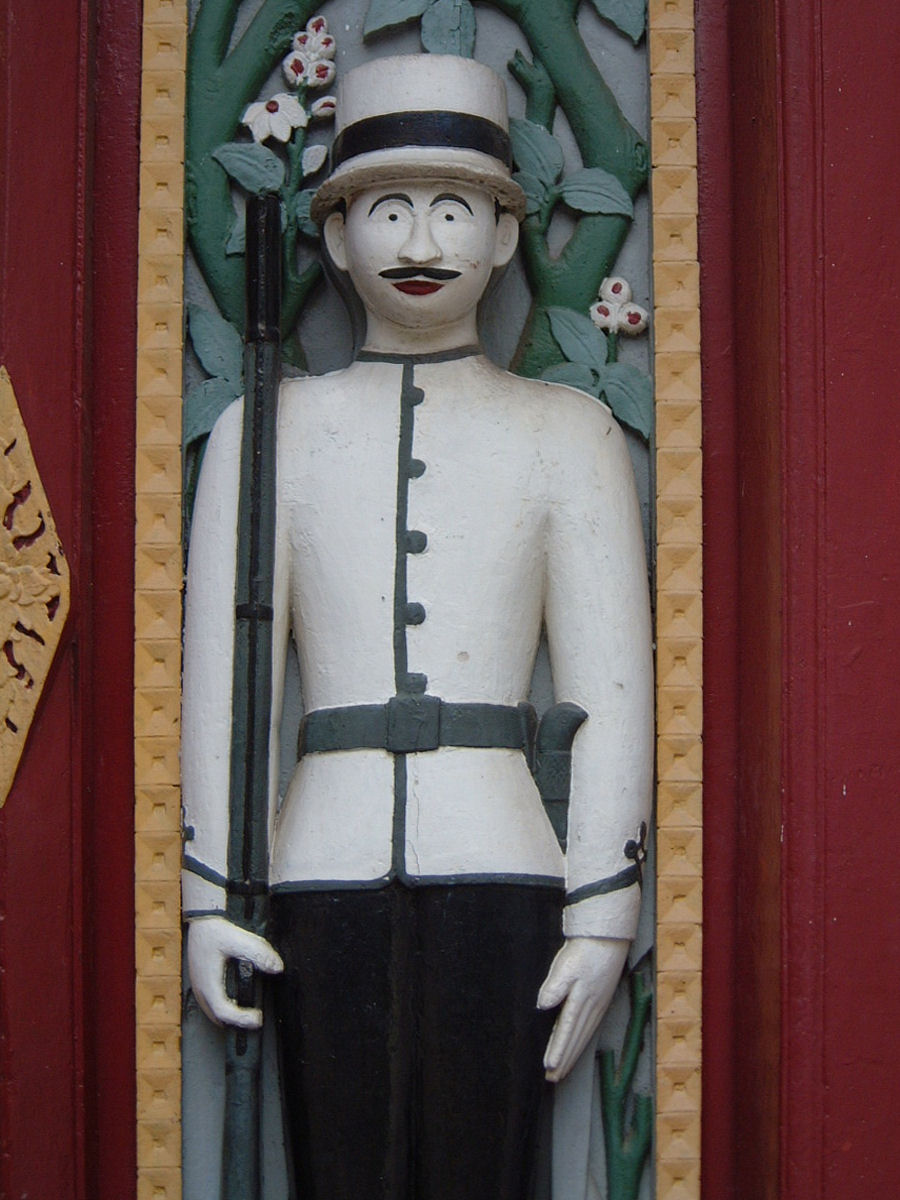
Dvarapala sous forme de soldat moderne au Wat Ratchabophit (en) de Bangkok.
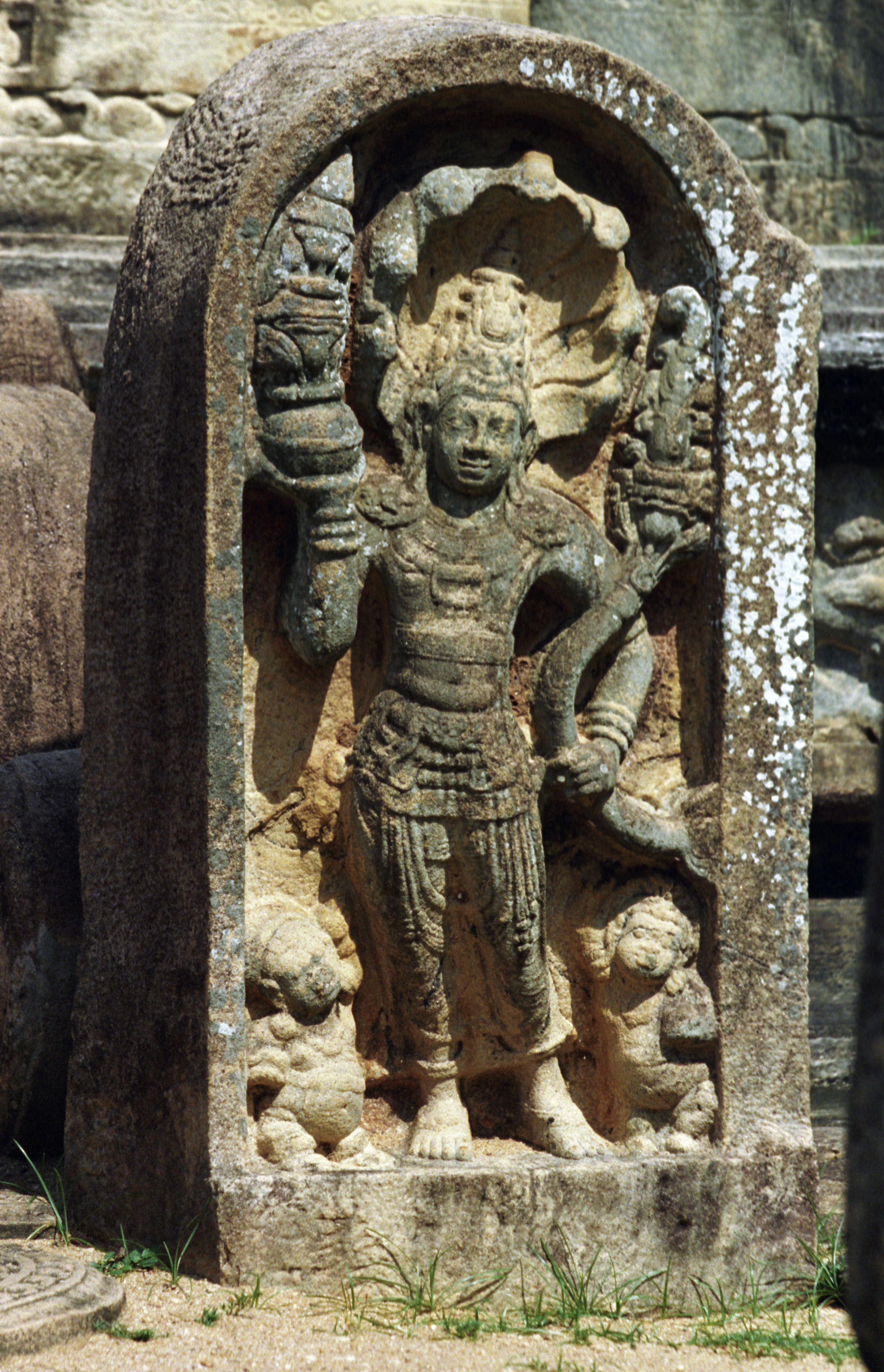
Dvarapala à l'entrée de l'Hatadage (en), Polonnaruwa, Sri Lanka.
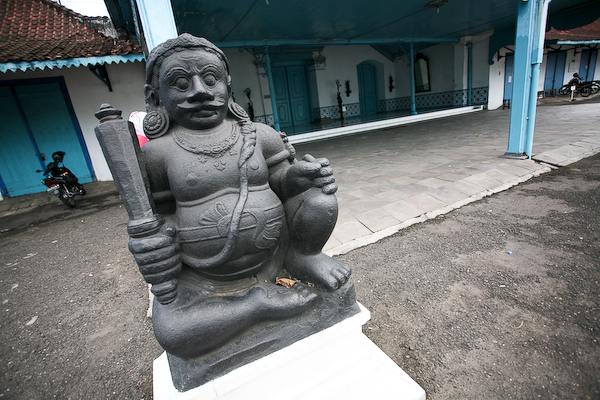
Dvarapala au Kraton de Surakarta, Indonésie.